# 柯達DCS Pro 14n

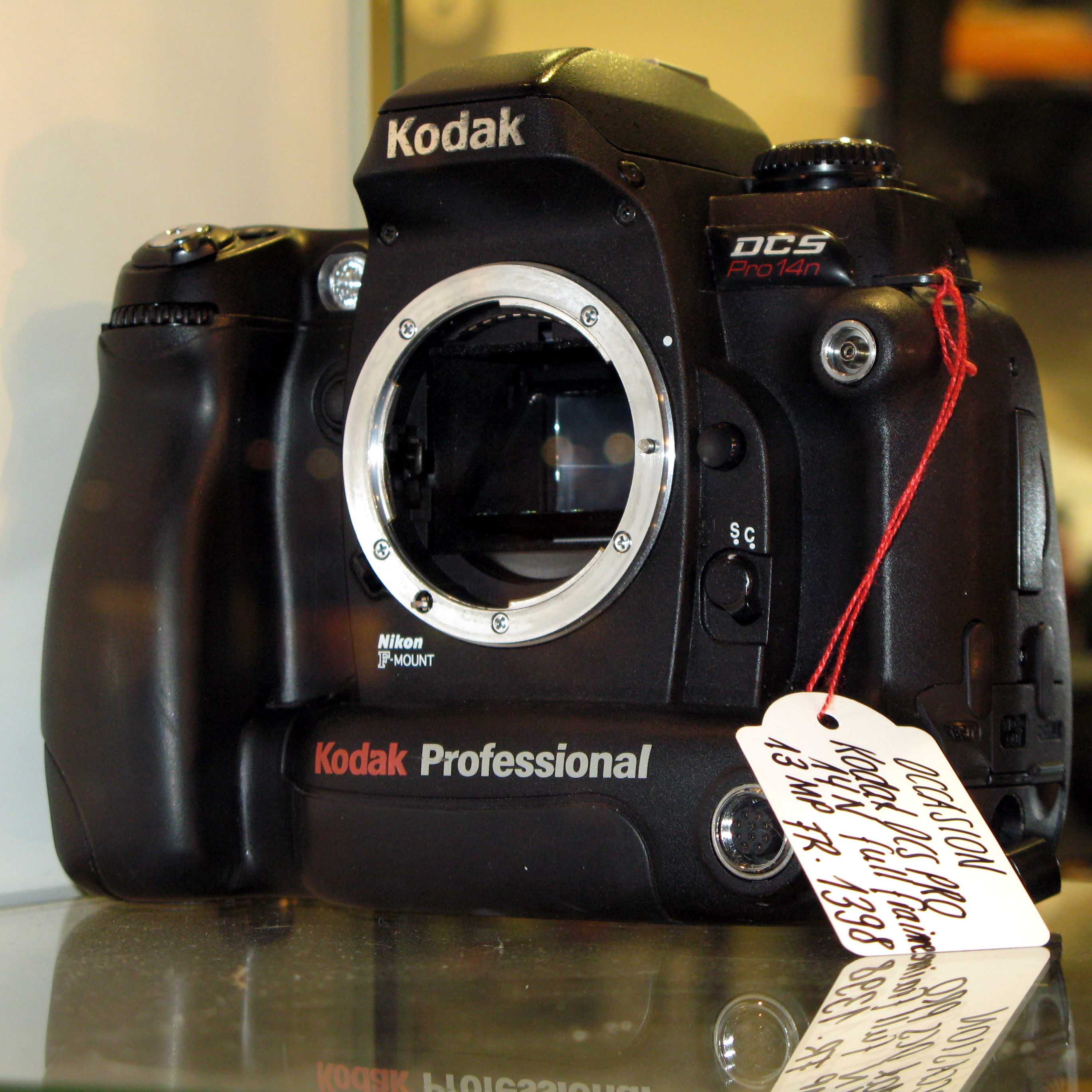
Kodak DCS Pro 14n

Kodak DCS Pro 14n是一款使用尼康F接環的數碼單鏡反光相機，生產商為伊士曼 柯達，於2002年9月發佈、2003年5月生產出樣機。此機型被稍後於2004年發佈的Kodak DCS Pro SLR/n取代。
這部相機是歷史上的第三架35mm 全畫幅數碼單反相機，之前的一部是不怎麼成功的Contax N Digital。其他的非全畫幅相機有著較小面積的影像傳感器，所以其鏡頭有著折減，難以拍攝廣角畫面。